# Fed Cup 2001
Navigation
Édition précédente Édition suivante
La Fed Cup 2001 est la 39e édition du plus important tournoi de tennis opposant des équipes nationales féminines.
La finale, qui s'est tenue à Madrid le 11 novembre, voit la Belgique s'imposer face à la Russie (deux points à un).

## Organisation
De nouveau, l'organisation de la Fed Cup est modifiée pour sa 39e édition.
Douze équipes (les deuxièmes et troisièmes des poules de l'année précédente et six équipes issues des groupes par zone géographiques) disputent deux tours de qualifications, le premier tour en avril et le second en juillet. Quatre équipes sont dispensées du premier tour. Ces qualifications se déroulent au domicile de l'une ou l'autre des équipes qui, sur un week-end, se rencontrent en face-à-face. Les rencontres se remportent au meilleur de cinq matchs (quatre simples et un double).
À l'issue des qualifications, les quatre équipes victorieuses au deuxième tour rejoignent les quatre demi-finalistes de l'édition précédente pour la phase finale disputée selon la méthode du « round robin » en deux poules de quatre. Les États-Unis, tenants du titre, déclarent forfait pour raison de sécurité à la suite des attentats du 11 septembre. Ils sont remplacés par l'Allemagne, l'équipe la mieux classée parmi les non qualifiés.
Les vainqueurs de chaque poule disputent la finale de l'édition 2001. Toutes les rencontres des poules et la finale se déroulent au meilleur de trois matchs sur terre battue au stade « Parque Ferial Juan Carlos » à Madrid en Espagne, du 7 au 11 novembre. 
Les équipes battues au premier tour des qualifications disputent les plays-offs.

## Résultats

### Qualifications
|  | 1er tour 28 - 29 avril | 1er tour 28 - 29 avril |           |   | 1/4 de finale 21 - 22 juillet | 1/4 de finale 21 - 22 juillet |
|  |                        |                        |           |   |                               |                               |
|  |                        |                        |           |   |                               |                               |
|  |                        |                        |           |   |                               |                               |
|  |                        | France                 | 4         |   |                               |                               |
|  |                        |                        | 4         |   |                               |                               |
|  |                        |                        | Italie    | 1 |                               |                               |
|  | Italie                 | 4                      | Italie    | 1 |                               |                               |
|  | Italie                 | 4                      |           |   |                               |                               |
|  | Croatie                | 1                      |           |   |                               |                               |
|  | Croatie                | 1                      |           |   |                               |                               |
|  |                        |                        |           |   |                               |                               |
|  |                        |                        |           |   |                               |                               |
|  |                        |                        |           |   |                               |                               |
|  |                        |                        |           |   |                               |                               |
|  |                        | Allemagne              | 1         |   |                               |                               |
|  |                        |                        | 1         |   |                               |                               |
|  |                        |                        | Argentine | 4 |                               |                               |
|  | Japon                  | 1                      | Argentine | 4 |                               |                               |
|  | Japon                  | 1                      |           |   |                               |                               |
|  | Argentine              | 4                      |           |   |                               |                               |
|  | Argentine              | 4                      |           |   |                               |                               |
|  |                        |                        |           |   |                               |                               |
|  |                        |                        |           |   |                               |                               |
|  |                        |                        |           |   |                               |                               |
|  |                        |                        |           |   |                               |                               |
|  |                        | Russie                 | 3         |   |                               |                               |
|  |                        |                        | 3         |   |                               |                               |
|  |                        |                        | Slovaquie | 2 |                               |                               |
|  | Slovaquie              | 4                      | Slovaquie | 2 |                               |                               |
|  | Slovaquie              | 4                      |           |   |                               |                               |
|  | Hongrie                | 1                      |           |   |                               |                               |
|  | Hongrie                | 1                      |           |   |                               |                               |
|  |                        |                        |           |   |                               |                               |
|  |                        |                        |           |   |                               |                               |
|  |                        |                        |           |   |                               |                               |
|  |                        |                        |           |   |                               |                               |
|  |                        | Suisse                 | 1         |   |                               |                               |
|  |                        |                        | 1         |   |                               |                               |
|  |                        |                        | Australie | 4 |                               |                               |
|  | Australie              | 5                      | Australie | 4 |                               |                               |
|  | Australie              | 5                      |           |   |                               |                               |
|  | Autriche               | 0                      |           |   |                               |                               |

#### Premier tour
| Italie - Croatie - 4 : 1 Palasport Bassano, Bassano del Grappa, Italie 28 - 29 avril, Moquette (int.) |                                 |                            |          |
| 1 | Giulia Casoni                   | Jelena Kostanić            | 3-6, 6-7 |
| 1 | A. Serra Zanetti                | Silvija Talaja             | 6-1, 6-1 |
| 1 | Giulia Casoni                   | Matea Mezak                | 6-2, 6-4 |
| 1 | A. Serra Zanetti                | Jelena Kostanić            | 6-1, 7-6 |
| 1 | Gloria Pizzichini Roberta Vinci | Matea Mezak Karolina Šprem | 6-1, 7-5 |

| Japon - Argentine - 1 : 4 Ariake Colusium, Tokyo, Japon 28 - 29 avril, Dur (int.) |                          |                                     |                |
| 2                                                                                 | Saori Obata              | María Emilia Salerni                | 4-6, 2-6       |
| 2                                                                                 | Shinobu Asagoe           | Clarisa Fernández                   | 3-6, 6-4, 8-10 |
| 2                                                                                 | Yuka Yoshida             | María Emilia Salerni                | 5-7, 0-6       |
| 2                                                                                 | Saori Obata              | Clarisa Fernández                   | 2-6, 7-5 ab.   |
| 2                                                                                 | Rika Hiraki Yuka Yoshida | Laura Montalvo María Emilia Salerni | 4-6, 4-6       |

| Slovaquie - Hongrie - 4 : 1 NTC Stadium, Bratislava, Slovaquie 28 - 29 avril, Terre (ext.) |                                     |                            |               |
| 3                                                                                          | Daniela Hantuchová                  | Rita Kuti-Kis              | 6-4, 6-4      |
| 3                                                                                          | Henrieta Nagyová                    | Anikó Kapros               | 4-6, 6-2, 7-5 |
| 3                                                                                          | Henrieta Nagyová                    | Rita Kuti-Kis              | 2-6, 7-6, 7-5 |
| 3                                                                                          | Daniela Hantuchová                  | Petra Mandula              | 6-3, 6-4      |
| 3                                                                                          | Karina Habšudová Daniela Hantuchová | Anikó Kapros Petra Mandula | 2-6, 7-5, 5-7 |

| Australie - Autriche - 5 : 0 Memorial Drive, Adélaïde, Australie 28 - 29 avril, Herbe (ext.) |                                   |                                  |               |
| 4                                                                                            | Nicole Pratt                      | Marion Maruska                   | 7-5, 6-2      |
| 4                                                                                            | Alicia Molik                      | Sylvia Plischke                  | 6-3, 1-6, 6-0 |
| 4                                                                                            | Nicole Pratt                      | Sylvia Plischke                  | 6-4, 6-2      |
| 4                                                                                            | Alicia Molik                      | Marion Maruska                   | 6-2, 6-2      |
| 4                                                                                            | Evie Dominikovic Rachel McQuillan | Marion Maruska Patricia Wartusch | 6-4, 7-5      |

#### Quarts de finale
| France - Italie - 4 : 1 Stade Jean Bouloumie, Vittel, France 21 - 22 juillet, Dur (ext.) |                                 |                             |               |
| 5                                                                                        | Amélie Mauresmo                 | Maria Elena Camerin         | 6-4, 6-0      |
| 5                                                                                        | Sandrine Testud                 | A. Serra Zanetti            | 6-4, 7-5      |
| 5                                                                                        | Amélie Mauresmo                 | A. Serra Zanetti            | 6-2, 6-0      |
| 5                                                                                        | Sandrine Testud                 | Maria Elena Camerin         | 6-3, 6-1      |
| 5                                                                                        | Nathalie Dechy Virginie Razzano | Giulia Casoni Roberta Vinci | 6-4, 2-6, 4-6 |

| Allemagne - Argentine - 1 : 4 Am Rothenbaum, Hambourg, Allemagne 21 - 22 juillet, Terre (ext.) |                            |                                  |                 |
| 6                                                                                              | Anke Huber                 | María Emilia Salerni             | 4-6, 6-2, 6-1   |
| 6                                                                                              | Barbara Rittner            | Paola Suárez                     | 6-3, 3-6, 2-6   |
| 6                                                                                              | Anke Huber                 | Paola Suárez                     | 6-4, 3-6, 10-12 |
| 6                                                                                              | Barbara Rittner            | María Emilia Salerni             | 2-6, 7-6, 2-6   |
| 6                                                                                              | Andrea Glass Bianka Lamade | Clarisa Fernández Laura Montalvo | 4-6, 7-5, 2-6   |

| Slovaquie - Russie - 2 : 3 NTC Stadium, Bratislava, Slovaquie 21 - 23 juillet, Terre (ext.) |                                   |                                 |          |
| 7                                                                                           | Henrieta Nagyová                  | Lina Krasnoroutskaïa            | 6-4, 6-3 |
| 7                                                                                           | Daniela Hantuchová                | Elena Dementieva                | 2-6, 6-7 |
| 7                                                                                           | Henrieta Nagyová                  | Elena Dementieva                | 3-6, 6-7 |
| 7                                                                                           | Daniela Hantuchová                | Elena Likhovtseva               | 6-1, 6-3 |
| 7                                                                                           | Karina Habšudová Henrieta Nagyová | Elena Likhovtseva Nadia Petrova |          |

| Australie - Suisse - 4 : 1 Royal Sydney Golf Course, Sydney, Australie 21 - 22 juillet, Herbe (ext.) |                                   |                                   |          |
| 8 | Nicole Pratt                      | Myriam Casanova                   | 6-3, 6-1 |
| 8 | Alicia Molik                      | Daniela Casanova                  | 6-3, 6-1 |
| 8 | Alicia Molik                      | Myriam Casanova                   | 6-7, 4-6 |
| 8 | Nicole Pratt                      | Alienor Tricerri                  | 6-1, 6-2 |
| 8 | Evie Dominikovic Rachel McQuillan | Daniela Casanova Alienor Tricerri | 6-3, 6-3 |

### Round robin

#### Poule A
| Russie - France - 2 : 1 |                                |                                   |               |
| 1                       | Nadia Petrova                  | Sandrine Testud                   | 6-4, 6-4      |
| 1                       | Elena Dementieva               | Amélie Mauresmo                   | 6-3, 0-6, 6-4 |
| 1                       | Elena Bovina Elena Likhovtseva | Virginie Razzano Nathalie Tauziat | 6-7, 1-6      |

| Russie - Argentine - 3 : 0 |                                |                                     |               |
| 2                          | Nadia Petrova                  | Clarisa Fernández                   | 6-4, 6-3      |
| 2                          | Elena Dementieva               | María Emilia Salerni                | 6-1, 6-2      |
| 2                          | Elena Bovina Elena Likhovtseva | Laura Montalvo María Emilia Salerni | 7-6, 6-7, 6-4 |

| Russie - République tchèque - 2 : 1 |                                 |                                |               |
| 3                                   | Elena Bovina                    | Květa Hrdličková               | 6-3, 1-6, 6-8 |
| 3                                   | Elena Dementieva                | Denisa Chládková               | 6-4, 4-6, 6-1 |
| 3                                   | Elena Likhovtseva Nadia Petrova | Květa Hrdličková Alena Vašková | 6-3, 6-2      |

| France - République tchèque - 3 : 0 |                                  |                               |          |
| 4                                   | Sandrine Testud                  | Květa Hrdličková              | 6-4, 6-1 |
| 4                                   | Amélie Mauresmo                  | Denisa Chládková              | 6-2, 7-5 |
| 4                                   | Nathalie Tauziat Sandrine Testud | Petra Cetkovská Alena Vašková | 6-3, 6-2 |

| République tchèque - Argentine - 1 : 2 |                                   |                                     |               |
| 5                                      | Květa Hrdličková                  | Clarisa Fernández                   | 4-6, 3-6      |
| 5                                      | Denisa Chládková                  | María Emilia Salerni                | 4-6, 3-6      |
| 5                                      | Denisa Chládková Květa Hrdličková | Laura Montalvo María Emilia Salerni | 3-6, 6-4, 6-2 |

| France - Argentine - 2 : 1 |                                   |                                     |               |
| 6                          | Sandrine Testud                   | Clarisa Fernández                   | Forfait       |
| 6                          | Amélie Mauresmo                   | María Emilia Salerni                | 5-7, 6-1, 6-0 |
| 6                          | Virginie Razzano Nathalie Tauziat | Laura Montalvo María Emilia Salerni | 6-1, 6-7, 6-3 |

| Classement de la poule |                    |                            |                      |
| #                      | Pays               | Rencontres gagnées-perdues | Matchs gagnés-perdus |
| 1                      | Russie             | 3-0                        | 7-2                  |
| 2                      | France             | 2-1                        | 6-3                  |
| 3                      | Argentine          | 1-2                        | 3-6                  |
| 4                      | République tchèque | 0-3                        | 2-7                  |

#### Poule B
| Espagne - Belgique - 0 : 3 |                                 |                               |               |
| 1                          | Conchita Martínez               | Justine Henin                 | 3-6, 7-5, 5-7 |
| 1                          | Arantxa Sánchez                 | Kim Clijsters                 | 1-6, 2-6      |
| 1                          | Gala León García Virginia Ruano | Els Callens Laurence Courtois | 6-4, 3-6, 5-7 |

| Belgique - Allemagne - 3 : 0 |                               |                               |               |
| 2                            | Justine Henin                 | Martina Müller                | 6-3, 6-1      |
| 2                            | Kim Clijsters                 | Bianka Lamade                 | 6-3, 6-1      |
| 2                            | Els Callens Laurence Courtois | Bianka Lamade Barbara Rittner | 6-4, 6-7, 6-1 |

| Belgique - Australie - 3 : 0 |                           |                               |          |
| 3                            | Justine Henin             | Rachel McQuillan              | 7-5, 6-0 |
| 3                            | Kim Clijsters             | Alicia Molik                  | 6-3, 6-3 |
| 3                            | Els Callens Kim Clijsters | Rachel McQuillan Alicia Molik | 6-4, 6-2 |

| Espagne - Australie - 3 : 0 |                                 |                                   |               |
| 4                           | Conchita Martínez               | Alicia Molik                      | 2-6, 6-0, 7-5 |
| 4                           | Arantxa Sánchez                 | Nicole Pratt                      | 3-6, 6-1, 6-1 |
| 4                           | Gala León García Virginia Ruano | Evie Dominikovic Rachel McQuillan | 7-5, 6-4      |

| Australie - Allemagne - 0 : 3 |                               |                                |               |
| 5                             | Alicia Molik                  | Bianka Lamade                  | 6-7, 5-7      |
| 5                             | Nicole Pratt                  | Barbara Rittner                | 6-4, 3-6, 5-7 |
| 5                             | Rachel McQuillan Nicole Pratt | Martina Müller Scarlett Werner | 6-4, 2-6, 4-6 |

| Espagne - Allemagne - 2 : 1 |                                |                              |               |
| 6                           | Conchita Martínez              | Martina Müller               | 1-6, 5-7      |
| 6                           | Arantxa Sánchez                | Barbara Rittner              | 7-5, 6-3      |
| 6                           | Virginia Ruano Arantxa Sánchez | Bianka Lamade Martina Müller | 6-3, 2-6, 6-0 |

| Classement de la poule |           |                            |                      |
| #                      | Pays      | Rencontres gagnées-perdues | Matchs gagnés-perdus |
| 1                      | Belgique  | 3-0                        | 9-0                  |
| 2                      | Espagne   | 2-1                        | 5-4                  |
| 3                      | Allemagne | 1-2                        | 4-5                  |
| 4                      | Australie | 0-3                        | 0-9                  |

#### Finale
| Belgique - Russie - 2 : 1 |                               |                                 |          |
| 1                         | Justine Henin                 | Nadia Petrova                   | 6-0, 6-3 |
| 1                         | Kim Clijsters                 | Elena Dementieva                | 6-0, 6-4 |
| 1                         | Els Callens Laurence Courtois | Elena Likhovtseva Nadia Petrova | 5-7, 6-7 |

### Play-offs
Huit équipes disputent les plays-offs. Les quatre éliminées au premier tour des qualifications du groupe mondial (Croatie, Japon, Hongrie et Autriche) et quatre équipes (Indonésie, Venezuela, Israël et Suède) issues des compétitions par zones géographiques organisées en avril 2001.
Les vainqueurs des quatre rencontres des play-offs participent au groupe mondial 2002 ; les perdants sont relégués dans les groupes par zones géographiques en 2002.
| Autriche - Indonésie - 3 : 2 Autriche 21 - 22 juillet, Terre (ext.) |                                  |                             |               |
| 1                                                                   | Barbara Schett                   | Angelique Widjaja           | 6-1, 6-3      |
| 1                                                                   | Barbara Schwartz                 | Wynne Prakusya              | 6-0, 6-1      |
| 1                                                                   | Barbara Schett                   | Wynne Prakusya              | 6-2, 6-0      |
| 1                                                                   | Barbara Schwartz                 | Romana Tedjakusuma          | 5-7, 2-2, ab. |
| 1                                                                   | Marion Maruska Patricia Wartusch | Yayuk Basuki Wynne Prakusya | 1-6, 3-6      |

| Venezuela - Croatie - 1 : 4 21 - 22 juillet, Terre (ext.) |                               |                            |               |
| 2                                                         | Milagros Sequera              | Matea Mezak                | 3-6, 6-3, 6-1 |
| 2                                                         | Stephanie Schaer              | Jelena Kostanić            | 3-6, 0-6      |
| 2                                                         | Milagros Sequera              | Jelena Kostanić            | 6-4, 1-6, 4-6 |
| 2                                                         | Stephanie Schaer              | Matea Mezak                | 4-6, 3-6      |
| 2                                                         | M. Francesca Milagros Sequera | Sanda Mamic Karolina Šprem | 3-6, 6-4, 3-6 |

| Hongrie - Israël - 3 : 0 Hongrie 21 - 22 juillet, Terre (ext.) |                             |                            |               |
| 3                                                              | Rita Kuti-Kis               | Anna Smashnova             | 6-1, 4-6, 6-2 |
| 3                                                              | Petra Mandula               | Tzipora Obziler            | 6-2, 1-6, 6-4 |
| 3                                                              | Petra Mandula               | Anna Smashnova             | 6-3, 4-6, 6-1 |
| 3                                                              | Zsofia Gubacsi              | Cheli Bargil               | Non joué      |
| 3                                                              | Zsofia Gubacsi Anikó Kapros | Tzipora Obziler Hila Rosen | Non joué      |

| Suède - Japon - 3 : 2 Suède 21 - 22 juillet, Terre (ext.) |                           |                          |               |
| 4                                                         | Åsa Svensson              | Rika Fujiwara            | 6-3, 6-1      |
| 4                                                         | Sofia Arvidsson           | Shinobu Asagoe           | 6-3, 6-3      |
| 4                                                         | Åsa Svensson              | Shinobu Asagoe           | 6-0, 6-3      |
| 4                                                         | Sofia Arvidsson           | Rika Fujiwara            | 6-4, 4-6, 6-7 |
| 4                                                         | Åsa Svensson Diana Majkic | Rika Hiraki Yuka Yoshida | 3-6, 1-6      |